# Delphacodes collina
Delphacodes collina är en insektsart som först beskrevs av Karl Henrik Boheman 1847.  Delphacodes collina ingår i släktet Delphacodes och familjen sporrstritar. Inga underarter finns listade i Catalogue of Life.